# علی‌اصغر مدیرروستا
علی‌اصغر مدیرروستا (زادهٔ ۳ اسفند ۱۳۴۶ در کرج) بازیکن اسبق فوتبال ایران است. مدیرروستا یکی از بازیکنانی قدیمی تیم ملی ایران بود. آخرین بازی ملی او بازی با شیلی در مسابقات جام چهارجانبه کارلزبرگ هنگ کنگ در دهم بهمن ۱۳۷۶ بود.
وی همچنین مدتی در تیم فوتسال ایران حضور داشت و در جام جهانی فوتسال ۱۹۹۲ یکی از اعضای تیم ایران بود.

## دوران ورزشی
مدیرروستا بازی خود را از تیم پاس تهران آغاز کرد. او در فینال لیگ آزادگان ۱۳۷۱ گل پاس را برابر پرسپولیس زد، بازی در پایان یک بر یک شد و به ضربات پنالتی رسید و در ضربات پنالتی پرسپولیس شکست خورد و پاس به قهرمانی رسید. اما دوران طلایی بازی وی را می‌توان در زمانی نام برد که وی در پیکان بازی می‌کرد. مدیرروستا در فصل ۱۳۷۵/۷۶ در زمانی که در تیم بهمن کرج بازی می‌کرد با به ثمر رساندن ۱۶ گل عنوان آقای گلی جام آزادگان را بدست آورد و نقش مؤثری در دوم شدن تیم بهمن کرج در آن فصل ایفا کرد.

## دوران مربیگری
مدیرروستا مربیگری را از سال ۱۳۸۷ و در تیم پیکان آغاز کرد اما پس از گذراندن فصلی نه چندان خوب با این تیم، فصل به تیم پاس همدان پیوست، وی در دی ماه ۱۳۹۰ به عنوان سرمربی باشگاه فوتبال شهرداری تبریز انتخاب شد.